# プロバイノグナトゥス
プロバイノグナトゥス (Probainognathus) は、中生代の後期三畳紀に生息していた単弓類の絶滅した属。単弓綱獣弓目キノドン亜目プロバイノグナトゥス科に属する。模式種が南米アルゼンチンのラ・リオハ層から産出している。

## 古生物学
プロバイノグナトゥスでは、頭頂眼（頭頂部に存在した光を受容する器官）が完全に失われていた。これは本属ひいては一部のキノドン類が恒温動物であったことを示しており、この進化は獣弓類の中で段階的に進んでいたらしい。

## 古生態学
プロバイノグナトゥスの見つかったチャナレス層からは、大型肉食動物としてクルロタルシ類が、多数派の植物食もしくは雑食の動物として中型キノドン類（マセトグナトゥスやトラベルソドン類）が報告されている。また少数派ながら大型のディキノドン類や、詳しい学名は不明の肉食（小動物食）の中型キノドン類が見つかっている。